# エイント・イット・ファニー
「エイント・イット・ファニー (Ain't It Funny) 」はアメリカ合衆国の女優で歌手のジェニファー・ロペスの楽曲。この楽曲は、彼女の2枚目のスタジオ・アルバム『J.Lo』に収録され、アルバムからは3曲目のシングルとして2001年7月3日にリリースされた。各国の週間シングル・チャートでは、イギリス、オランダ、スウェーデンで3位などとなった。富士重工業「レガシィ」のCMに使用された。